# مرغداري إيران والمان (كوهباية الغربي)
مرغداري إيران والمان (بالإنجليزية: Morghdari-ye Iran Valman)‏ هي منطقة سكنية تقع في إيران في قزوين.